# Аюу-Тапан
Аюу-Тапан (кирг. Аюу-Тапан) — село в Алайском районе Ошской области Кыргызстана. Входит в состав Джошолунского айылного аймака.

## География
Село расположено в южной части области, в высокогорной зоне, на берегах реки Джошолу (правый приток реки Куршаб), на расстоянии приблизительно 18 километров (по прямой) к востоку от села Гульча, административного центра района. Абсолютная высота — 2002 метра над уровнем моря.

## Население
Согласно оценочным данным Национального статистического комитета Кыргызской Республики, численность населения села на начало 2023 года составляла 1335 человек.
| год     | 2009 | 2014 | 2015 | 2020 | 2021 | 2023 |
| ------- | ---- | ---- | ---- | ---- | ---- | ---- |
| человек | 1207 | 1323 | 1290 | 1348 | 1337 | 1335 |